# 托尼維爾 (加利福尼亞州)
托尼維爾（英語：Tonyville）是位於美國加利福尼亞州圖萊里縣的一個人口普查指定地區。

## 地理
托尼維爾的座標為36°14′51″N 119°05′25″W / 36.24750°N 119.09028°W，而該地最高點為海拔高度110米（即361英尺）。

## 人口
根據2010年美國人口普查的數據，托尼維爾的面積為0.131平方千米，當中陸地面積為0.131平方千米，而水域面積為0.000平方千米。當地共有人口316人，而人口密度為每平方千米2,412人。